# Evelio Rosero
Evelio Rosero Diago (Bogotá, 1958. március 20. –) kolumbiai író és újságíró, aki 2006-ban elnyerte a Tusquets-díjat.
Evelio Rosero általános iskolai tanulmányait Kolumbia déli részén, Pasto városában, középiskolai tanulmányait pedig Bogotában végezte, majd az Universidad Externado de Colombia újságírói szakán szerzett diplomát. 21 éves korában elnyerte a kolumbiai Premio Nacional de Cuento del Quindío 1979 (Quindío Nemzeti novelladíj) díját Ausentes (Az eltávozottak) című művéért, amelyet az Instituto Colombiano de Cultura adott ki a 17 Cuentos colombianos (17 kolumbiai novella) című kötetben. 1982-ben Mexikóvárosban Premio Iberoamericano de Libro de Cuentos Netzahualcóyotl díjat kapott korábbi elbeszéléseiért, és ugyanebben az évben Papá es santo y sabio (Apa szent és bölcs) című novellája elnyerte a spanyol Premio Internacional de Novela Breve Valencia díjat. E korai sikerek után Rosero Európába menekült, és előbb Párizsban, majd Barcelonában élt.
Első regénye 1984-ben a Mateo Solo (Mateo egyedül) volt, amely Primera Vez (Első alkalom) néven ismert trilógiájának kezdete. A Mateo Solo egy saját otthonába zárt gyermek története. Mateo csak annyit tud a külvilágról, amennyit az ablakon keresztül lát. A káprázatos bezártság regénye, amelyben a látvány a főszereplő: a nővére, a nagynénje, a dadája mind a saját játékukat játsszák, miközben Mateo a saját szökésének megtervezésében őrizheti meg az identitás reményét.
Evelio Rosero 1986-ban megjelent második könyvét, a Juliana los mira (Juliana figyel) címűt nagy sikerrel lefordították svéd, norvég, dán és német nyelvre. Ismét egy gyermek, ezúttal egy kislány vizuális élménye építi fel a felnőttek és a család világát, leleplezve a felnőttek minden brutalitását és aljasságát az ő leleményességével szemlélve. Juliana világa a saját háza és családja. Ahogy Juliana figyeli szüleit és rokonait, úgy építi őket. Látása megváltoztatja a szemlélt tárgyakat. Ez volt az első könyv, amelyben Rosero más témákat is bevont Kolumbia tragikus valóságából, például az emberrablást, amelyet itt állandó fenyegetésként mutatnak be, és amely végül Juliana saját bezártságát igazolja.
1988-ban jelent meg az El Incendiado (Az égő ember) című könyve. Ezzel a könyvvel Rosero elnyerte a kolumbiai Proartes bachelor-diploma címet, és 1992-ben elnyerte az 1988 és 1992 között írt legkiemelkedőbb könyvnek járó II. premio Pedro Gómez Valderrama díjat. A regény egy híres bogotái iskola, a Colegio Agustiniano Norte tinédzserei egy csoportjának történetét meséli el, akik a papi igazgatók által tanított nevelést „ostobának, arkangyalinak, trogloditának és morbidnak” ítélik.
Eddig kilenc regényt írt, kezdve az 1992-ben megjelent Señor que no conoce luna és a 2000-ben megjelent Cuchilla című regénnyel, amely Norma-Fundalectura-díjat nyert. Szintén 2000-ben jelent meg a Plutón (Plútó), 2001-ben a Los almuerzos (Az ebédek), 2002-ben a Juega el amor (Játssz szerelmet) és a Los Ejércitos, amely 2006-ban elnyerte a rangos 2. Premio Tusquets Editores de Novela díjat, 2009-ben pedig a The Independent című brit lap által szervezett tekintélyes Independent Foreign Fiction Prize díjat.
Evelio Rosero mottója lehetne „egy szív, amely érez, szemek, amelyek látnak”. Életművében az élet rejtett és riasztó útjait tárta fel őrültségével és kegyetlenségével együtt. A jóról és a rosszról, a kamaszkorról, a szerelemről és a vétkekről, sőt Kolumbia sokáig tartó háborújának borzalmairól is új látomások jelennek meg könyveinek fő témái között. Néha fantasztikus karakterekkel teli történetei gyönyörű metaforái az emberiségnek és az ember gyarlóságának.
Evelio Rosero jelenleg Bogotában él. 2006-ban elnyerte a kolumbiai Premio Nacional de Literatura (Nemzeti Irodalmi Díj) díjat, amelyet a kulturális minisztérium ítél oda az írói életmű elismeréseként. Műveit tucatnyi európai nyelvre fordították le.

## Los Ejércitos
A Los Ejércitos (A hadseregek) egy háború által szétszakított országról szóló regény. Ismael, a nyugdíjas öreg tanár és felesége, Otilia morózusan és szerényen élnek San José városában. Ismael előszeretettel leselkedik a szomszéd felesége után, ami a saját feleségét kínos helyzetbe hozza, és mindenre idillt áraszt, egészen addig, amíg néhány családtag kezd eltűnni, és a félelem keríti hatalmába San José lakóit. Egy reggel, a szokásos sétája során Ismael megtudja, hogy Isten tudja, milyen hadseregek katonái vitték el a szomszédait. A felesége már kereste őt, és sikertelenül próbálja megtalálni helyette. A harcok minden oldalról felerősödnek, és míg San José lakói úgy döntenek, hogy elmenekülnek, és csatlakoznak a kolumbiai kitelepített parasztok hordáihoz, Ismael úgy dönt, hogy marad a felrobbantott szellemvárosban.

## Művei

### Regények
- Mateo solo, (Entreletras, Bogotá, 1984: 2nd edition, Cooperativa Editorial Magisterio, 1995) ISBN 9582002093[1]
- Juliana los mira, Anagrama, Barcelona. 1986
- El incendiado, Editorial Planeta, Bogotá. 1988
- Papá es santo y sabio, Calos Valencia Editores, Bogotá. 1989
- Señor que no conoce luna, Editorial Planeta, Bogotá. 1992
- Cuchilla, Editorial Norma, Bogotá. 2000
- Pelea en el Parque, Editorial Magisterio, Bogotá. 1991
- Plutón, Editorial Espasa-Calpe, Madrid. 2000
- Los almuerzos, Universidad de Antioquia, Medellín. 2001
- Juega el amor, Editorial Panamericana, Bogotá. 2002
- El hombre que quería escribir una carta, Editorial Norma, Bogotá. 2002
- En el lejero, Editorial Norma, Bogotá. 2003
- Los escapados, Editorial Norma, Bogotá. 2009
- Los ejércitos, Tusquets Editores, Barcelona. 2006
  - The Armies,  New Directions Publishing, 2009. Fordította Anne McLean. A fordítás 2009-ben elnyerte a Független Külföldi Szépirodalmi Díjat(wd).
- La Carroza de Bolívar, Tusquets Editores, Barcelona. 2012
- Feast of the Innocents, MacLehose Press, 2015. Translated by Anne McLean & Anna Milsom.
- Stranger to the Moon, To be published by Mountain Leopard Press in November 2021.

### Gyerekkönyvek
- El aprendiz de mago y otros cuentos de miedo, Colcultura, Bogotá. 1992
- Cuento para matar a un perro(y otros cuentos), Carlos Valencia Editores, Bogotá. 1989
- Las esquinas más largas, Editorial Panamericana, Bogotá. 1998

### Vers
- El eterno monólogo de Llo (regényes vers), Testimonio. 1981
- Las lunas de Chí, Fondo Editorial Universidad Eafit, Medellín. 2004

### Színdarab
- Ahí están pintados, Editorial Panamericana, Bogotá. 1998

### Magyarul megjelent
- Hadseregek (The Armies) – Sonora, Siklós, 2024 · ISBN 9786156829023 · Fordította: Miklós Laura

## Fordítás
- Ez a szócikk részben vagy egészben  az   Evelio Rosero című angol Wikipédia-szócikk fordításán alapul.  Az eredeti cikk szerkesztőit annak laptörténete sorolja fel. Ez a jelzés csupán a megfogalmazás eredetét és a szerzői jogokat jelzi, nem szolgál a cikkben szereplő információk forrásmegjelöléseként.